# Combat Rock
 (septembre 2021).
Si vous disposez d'ouvrages ou d'articles de référence ou si vous connaissez des sites web de qualité traitant du thème abordé ici, merci de compléter l'article en donnant les références utiles à sa vérifiabilité et en les liant à la section « Notes et références ».
Albums de The Clash
Sandinista!
(1980) Cut the Crap
(1985)
Combat Rock est le cinquième et avant dernier album du groupe The Clash, sorti en 1982. Il devait s'agir à l'origine d'un double album, et une première version intitulée Rat Patrol From Fort Bragg fut enregistrée et produite par Mick Jones. Celle-ci n'est pas disponible en version officiellement publiée.

## Description
À la suite du triple album Sandinista! (1980), le chanteur/guitariste Joe Strummer a estimé que le groupe « dérivait » de manière créative. Le bassiste Paul Simonon était d'accord avec le mécontentement de Strummer envers le professionnalisme « ennuyeux » de  Blackhill Enterprises, alors managers des Clash. Strummer et Simonon ont convaincu leurs camarades de groupe de réintégrer le manager original du groupe, Bernie Rhodes, en février 1981, dans une tentative de restaurer le « chaos » et « l'énergie anarchique » des premiers jours des Clash. Cette décision n'a pas été bien accueillie par le guitariste Mick Jones, qui s'est progressivement éloigné de ses camarades de groupe.
Au cours de cette période, le batteur Topper Headon a intensifié sa consommation d'héroïne et de cocaïne. Sa consommation occasionnelle de drogue était maintenant devenue une habitude qui lui coûtait 100 £ par jour et nuisait à sa santé. Cette toxicomanie serait le facteur qui pousserait plus tard ses camarades de groupe à le renvoyer des Clash, après la sortie de Combat Rock.

## Enregistrement
L'album avait le titre de travail Rat Patrol pendant les étapes d'enregistrement et de mixage. Après les premières sessions d'enregistrement à Londres, le groupe a déménagé à New York pour des sessions d'enregistrement aux Electric Lady Studios en novembre et décembre 1981. Electric Lady était l'endroit où le groupe avait enregistré son précédent album Sandinista! en 1980.
Lors de l'enregistrement de l'album à New York, Mick Jones a vécu avec sa petite amie de l'époque, Ellen Foley. Joe Strummer, Paul Simonon et Topper Headon ont séjourné à l'hôtel Iroquois sur West 44th Street, un bâtiment célèbre pour avoir été la maison de l'acteur James Dean pendant deux ans au début des années 1950.
Après avoir terminé les sessions d'enregistrement à New York en décembre 1981, le groupe retourne à Londres pendant la majeure partie de janvier 1982. Entre janvier et mars, les Clash entreprennent une tournée de six semaines au Japon, en Australie, en Nouvelle-Zélande, à Hong Kong et en Thaïlande. Au cours de cette tournée, la photo de couverture de l'album a été prise par Pennie Smith en Thaïlande en mars 1982.

## Mixage et édition
Après l'épuisante tournée en Extrême-Orient, les Clash retournent à Londres en mars 1982 pour écouter la musique qu'ils avaient enregistrée à New York trois mois plus tôt. Ils avaient enregistré 18 chansons, suffisamment de matériel pour éventuellement sortir un double album. Ayant déjà sorti le double album London Calling (1979) et le triple album Sandinista! (1980), le groupe s'est demandé s'il devait à nouveau sortir un nouveau multi album.
Le groupe a débattu du nombre de chansons que leur nouvel album devrait contenir et de la durée des mixages des chansons. Mick Jones a plaidé en faveur d'un double album intitulé Rat Patrol From Fort Bragg avec des mix plus longs et plus dansants. Les autres membres du groupe se sont prononcés en faveur d'un seul album avec des mixages de chansons plus courts. Ces querelles internes créent des tensions au sein du groupe, notamment avec Jones, qui avait mixé la première version,,.
Le manager Bernie Rhodes propose au groupe de faire appel au producteur Glyn Johns pour remixer l'album. Ce montage a lieu dans le studio personnel de Johns à Warnford, Hampshire (et non aux studios Wessex, comme l'indiquent certaines sources).
Johns, accompagné de Strummer et Jones, a réduit Combat Rock d'un double album de 77 minutes à un single album de 46 minutes. Ceci a été réalisé en réduisant la longueur des chansons individuelles, par exemple en supprimant les intros instrumentales et les fins de chansons comme Rock the Casbah et Overpowered by Funk. De plus, le trio a décidé d'omettre complètement plusieurs chansons, ramenant le nombre final de pistes à 12,,,.
Au cours de ces sessions de remixage, Strummer et Jones ont également réenregistré leur voix pour les chansons Should I Stay or Should I Go et Know Your Rights et ont remixé les chansons dans le but de maximiser leur impact en tant que singles.

## Musique et paroles
La musique de Combat Rock a été décrite comme post-punk et new wave. Un motif récurrent de l'album est l'impact et les conséquences de la guerre du Vietnam. Straight to Hell décrit les enfants nés de soldats américains et des mères vietnamiennes puis abandonnés par les premiers, tandis que Sean Flynn décrit le fils photojournaliste de l'acteur Errol Flynn qui a disparu en 1970 alors qu'il couvrait la guerre.
Le biographe Pat Gilbert décrit de nombreuses chansons de Combat Rock comme ayant une « sensation trippante et inquiétante », saturée d'une « mélancolie et tristesse coloniales » reflétant la guerre du Vietnam. Le groupe a été énormément inspiré par le film de 1979 de Francis Ford Coppola sur la guerre du Vietnam, Apocalypse Now, et avait déjà sorti la chanson Charlie Don't Surf sur Sandinista !, qui faisait référence à ce même film.
D'autres chansons de Combat Rock, si elles ne traitent pas directement de la guerre du Vietnam et de la politique étrangère des États-Unis, dépeignent la société américaine en déclin moral. Red Angel Dragnet a été inspiré par la mort par balle en janvier 1982 de Frank Melvin, un membre new-yorkais des Guardian Angels. La chanson cite le film Taxi Driver de Martin Scorsese en 1976, avec l'associé des Clash, Kosmo Vinyl, enregistrant plusieurs lignes de dialogue imitant la voix du personnage principal Travis Bickle. Ce dernier arbore un mohawk dans la dernière partie de Taxi Driver, c'était une coiffure adoptée par Joe Strummer lors de la tournée de concerts de Combat Rock.
La chanson Ghetto Defendant met en vedette le poète Allen Ginsberg, qui a interprété la chanson sur scène avec le groupe lors des spectacles de New York lors de leur tournée en soutien à l'album. Ginsberg avait fait des recherches sur la musique punk et avait inclus des phrases comme do the worm et slam dance dans ses paroles. À la fin de la chanson, on peut l'entendre réciter le Sūtra du Cœur, un texte bouddhique très connu. Par ailleurs, Allen Ginsberg, dont on connait la passion pour Arthur Rimbaud, prononce plusieurs formules énigmatiques, en anglais, qui semblent résumer la vie du poète français : "Jean-Arthur Rimbaud / 1873 / Commune de Paris / Mort à Marseille / Enterré à Charleville",.
La musique de Rock the Casbah a été écrite par le batteur du groupe Topper Headon, basée sur une partie de piano avec laquelle il jouait. Se retrouvant en studio sans ses trois compagnons du groupe, Headon a progressivement enregistré les parties de batterie, de piano et de basse, enregistrant lui-même la majeure partie de l'instrumentation musicale de la chanson.
Les autres membres des Clash ont été impressionnés par l'enregistrement de Headon, déclarant qu'ils pensaient que la piste musicale était essentiellement complète. Cependant, Strummer n'était pas satisfait de la page de paroles suggérées que Headon lui a donné. Avant d'entendre la musique de Headon, Strummer avait déjà proposé les phrases rock the casbah comme idée de paroles qu'il envisageait pour de futures chansons. Après avoir entendu la musique de Headon, Strummer est allé dans les toilettes du studio et a écrit des paroles pour correspondre à la mélodie de la chanson.

## Sortie
Suivant la même note que Sandinista! , le numéro de catalogue de Combat Rock FMLN2 est l'abréviation du parti politique salvadorien Frente Farabundo Martí para la Liberación Nacional ou FMLN.
Le premier single Know Your Rights est sorti le 23 avril 1982, et a atteint la 43ème place du classement des singles au Royaume-Uni. Combat Rock est sorti le 14 mai 1982 et a atteint le numéro 2 dans les charts d'albums au Royaume-Uni, écarté de la première place par Tug of War de Paul McCartney. Aux États-Unis, Combat Rock a atteint le numéro 7 dans les charts d'albums, se vendant à plus d'un million d'exemplaires.
Rock the Casbah, qui a été composé par le batteur Topper Headon, a atteint le numéro 8 sur le palmarès des singles américains. Le single était accompagné d'une vidéo distinctive réalisée par Don Letts qui était fréquemment diffusée sur la chaîne de télévision alors naissante MTV.
En janvier 2000, l'album, ainsi que le reste du catalogue des Clash, a été remasterisé et réédité.

## Listes des chansons
Toutes les chansons ont été écrites par The Clash à l'exception de Know Your Rights qui est créditée aux noms de Mick Jones/Joe Strummer.
1. Know Your Rights  – 3:39 *
2. Car Jamming  – 3:58
3. Should I Stay or Should I Go  – 3:06
4. Rock the Casbah  – 3:42
5. Red Angel Dragnet  – 3:48
6. Straight to Hell  – 5:30
7. Overpowered by Funk  – 4:55
8. Atom Tan  – 2:32
9. Sean Flynn  – 4:30
10. Ghetto Defendant  – 4:45
11. Inoculated City  – 2:43
12. Death Is a Star  – 3:08

## Rat Patrol From Fort Bragg
1. The Beautiful People Are Ugly Too - 3:45
2. Kill Time - 4:58
3. Should I Stay or Should I Go - 3:05
4. Rock the Casbah - 3:47
5. Know Your Rights (extended version) - 5:04
6. Red Angel Dragnet - 6:12
7. Ghetto Defendant - 6:17
8. Sean Flynn - 7:30
9. Car Jamming - 3:53
10. Inoculated City - 4:32
11. Death Is a Star - 2:39
12. Walk Evil Talk (instrumental) - 7:37
13. Atom Tan - 2:45
14. Overpowered by Funk (demo) - 1:59
15. Inoculated City (unedited version) - 2:30
16. First Night Back in London - 2:56
17. Cool Confusion - 3:10
18. Straight to Hell (extended version) - 6:56

## Crédits
- Mick Jones : guitare, chant, claviers, effets sonores
- Joe Strummer : guitare, chant, harmonica, piano
- Paul Simonon : basse, chant sur Red Angel Dragnet
- Topper Headon : batterie, basse et piano sur Rock The Casbah

Personnel additionnel :
- Ellen Foley : chœurs sur (2)
- Joe Ely : chœurs sur (3)
- Futura 2000 : chœurs sur (7)
- Allen Ginsberg : chœurs sur (10)
- Kosmo Vinyl : chant sur (5)
- Tommy Mandel, crédité comme Poly Mandell : claviers sur (7)
- Gary Barnacle : saxophone sur (9)
- Tymon Dogg : piano sur (12)